# Stążki (Głusino)
Stążki – część wsi Głusino w Polsce, położona w województwie pomorskim, w powiecie kartuskim, w gminie Kartuzy. Stążki są częścią składową sołectwa Głusino.
W latach 1975–1998 Stążki administracyjnie należały do województwa gdańskiego.